# 615355 Jacobkuiper
615355 Jacobkuiper este o planetă minoră (asteroid) din centura de asteroizi. A fost descoperită pe 4 noiembrie 2002 la Observatorul Palomar de Near Earth Asteroid Tracking. 
Obiectul prezintă o orbită caracterizată de o semiaxă mare de 2,6659514120396 UAi, o excentricitate de 0,17622514423326, o înclinație de 14,016157340159 ° în raport cu ecliptica.